# 时代文艺出版社
时代文艺出版社是中华人民共和国的一家出版社，成立于1984年11月，社址位于吉林省长春市，隶属于吉林省新闻出版局。